# Michael Bohne
Michael Bohne (* 1963 in Langenhagen) ist ein deutscher Psychiater und Sachbuchautor.

## Leben und Wirken
Bohne holte sein Abitur im zweiten Bildungsweg nach, studierte Medizin und promovierte 1996 an der Universität Münster. Er ließ sich zum Facharzt für Psychiatrie und Psychotherapie ausbilden.
Er ist Begründer der Prozess- und Embodimentfokussierten Psychologie (PEP), eine Weiterentwicklung der Emotional Freedom Techniques (EFT) aus dem Bereich der Energetischen Psychologie (EP). Bohne arbeitet als Coach für Opernsänger und klassische Musiker, als Gastdozent an Musikhochschulen, als Trainer für Fernseh- und Radiomoderatoren von ARD und ZDF, als Coach für Unternehmen und als Berater und Coach für das Schulprojekt des Club of Rome Deutschland.

## Veröffentlichungen (Auswahl)
Als Autor:
- Die Pille für den Mann und die Vasektomie in der Medizin. Mabuse, Frankfurt am Main 1997 (Dissertation, Universität Münster, 1996, unter dem Titel Zur Bedeutung der Vasektomie und der Pille für den Mann in der medizinischen Sekundärliteratur und auf Kongressen der Urologie, Andrologie und der praktischen Sexualmedizin).
- Feng Shui gegen das Gerümpel im Kopf. Rowohlt-Taschenbuch-Verlag, Reinbek bei Hamburg 2007, ISBN 978-3-499-62243-4.
- Klopfen gegen Lampenfieber. Rowohlt-Taschenbuch-Verlag, Reinbek bei Hamburg 2008, ISBN 978-3-499-62372-1.
- Einführung in Energetische Psychotherapie. Carl Auer, Heidelberg 2008, ISBN 978-3-89670-636-2.
- Bitte klopfen! Anleitung für emotionale Selbsthilfe. Carl Auer, Heidelberg 2010, ISBN 978-3-89670-737-6.
- mit Gudrun Klein: Feng Shui gegen das nächtliche Gerümpel im Kopf. Besser schlafen mit Energetischer Psychologie. Rowohlt-Taschenbuch-Verlag, Reinbek bei Hamburg 2012, ISBN 978-3-499-62788-0.

Als Herausgeber:
- Energetische Psychotherapie – integrativ: Hintergründe, Praxis, Wirkhypothesen. DGVT, Tübingen 2006, ISBN 3-87159-059-2.
- Klopfen mit PEP. Prozessorientierte energetische Psychologie in Therapie und Coaching. Carl Auer, Heidelberg 2010, ISBN 978-3-89670-730-7.